# TC Bruckmühl-Feldkirchen
Der TC Bruckmühl-Feldkirchen ist ein Tennisverein in den Ortschaften Bruckmühl und Feldkirchen-Westerham im Landkreis Rosenheim in Oberbayern.

## Geschichte
Der Verein wurde  2006 von der Sparte Tennis des SV Bruckmühl und dem TC Westerham als TC Bruckmühl-Westerham gegründet, um den Mitgliederschwund in beiden Vereinen entgegenzuwirken und allen Mannschaftsspielern eine Spielstärke und Altersklasse angemessene Mannschaft anbieten zu können. Nach der Verschmelzung des TC Westerham mit dem TV Feldkirchen im Jahr 2011 wurde der Dachverein zum TC Bruckmühl-Feldkirchen.
Die Mitglieder des Vereins sind dabei ausschließlich Mannschaftsspieler der Tennissparten des SV Bruckmühl und des TV Feldkirchen.
Der Club gehörte mit zwei Bundesligamannschaften in der Tennis-Bundesliga (Herren und Herren 30) zu den erfolgreichsten Tennisvereinen in Deutschland.
Neben den beiden Bundesligateams spielten auch die Herren 50 in der Regionalliga sowie die Junioren, Juniorinnen, Knaben und Mädchen in der Bezirksliga "S" in der jeweils höchsten Spielklasse.
2016 zog sich der TC Bruckmühl-Feldkirchen mit seinen Mannschaften aus den Bundesligen zurück.

## Spielplätze
Der Verein verfügt über drei Anlagen mit 14 Freiplätzen, davon sechs in Bruckmühl und acht in Feldkirchen-Westerham. Darüber hinaus verfügt er über eine Tennishalle in Feldkirchen-Westerham, die "Tennishalle Mangfalltal".

## Größte Erfolge
- 2010: Bayerischer Meister Herren 30, Aufstieg in die 2. Bundesliga Herren 30, Bayerischer Meister Herren 50
- 2011: Bayerischer Meister Herren, Aufstieg in die 2. Tennis-Point Bundesliga Herren, Aufstieg in die 1. Bundesliga Herren 30
- 2012: Aufstieg in die 1. Tennis-Point Bundesliga Herren, 1. Bundesliga Herren 30
- 2013: 1. Bundesliga Herren, 1. Bundesliga Herren 30
- 2014: 2. Bundesliga Herren, Halbfinalist 1. Bundesliga Herren 30
- 2015: 2. Bundesliga Herren, Finalist und Vizemeister 1. Bundesliga Herren 30